# 高橋宣博
髙橋 宣博（たかはし のぶひろ、1957年〈昭和32年〉5月24日 - ）は、日本の政治家。福島県桑折町長（3期）。

## 経歴
福島県桑折町出身。桑折町立醸芳小学校、桑折町立醸芳中学校、福島県立福島高等学校卒業。立教大学経済学部中退。
1987年から2010年まで桑折町議会議員を6期（うち議長2期）を務めたのち、2010年9月より桑折町長（現在4期目）。